# المجموعة الفردانية C1
المجموعة الفردانية C1 أو C-F3393، والمعروف اختصارًا باسم السُّلالة C1 هي مجموعة فردانيَّة بشريَّة ذكوريَّة وهو أحد الفرعين الأساسيين للمجموعة الفردانية C الأوسع، والآخر هو C2 (المعروف أيضًا باسم C-M217؛ أو السُّلالة C3 سابقًا).
من بين الفرعين الأساسيين، تنتشر السُّلالة المُنحدرة C1b بشكلٍ شائع في أجزاء من أوقيانوسيا وآسيا. بينما الفرع الرئيسي الآخر، C1a، نادر للغاية في جميع أنحاء العالم وتم العثور عليه بشكل رئيسي بين الأفراد الأصليين في اليابان أو أوروبا وبين الأوروبيين من العصر الحجري القديم الأعلى، مع حالات فردية معروفة من نيبال، وجزيرة جيجو، من خلال الدراسات الأكاديمية وبعض ذوي الأصول الأرمنيَّة، ومن عرقية القبايل الأمازيغيَّة، ومن عرقية الهان من لينغهاي وذلك من خلال الاختبارات التجارية.

## التوزيع

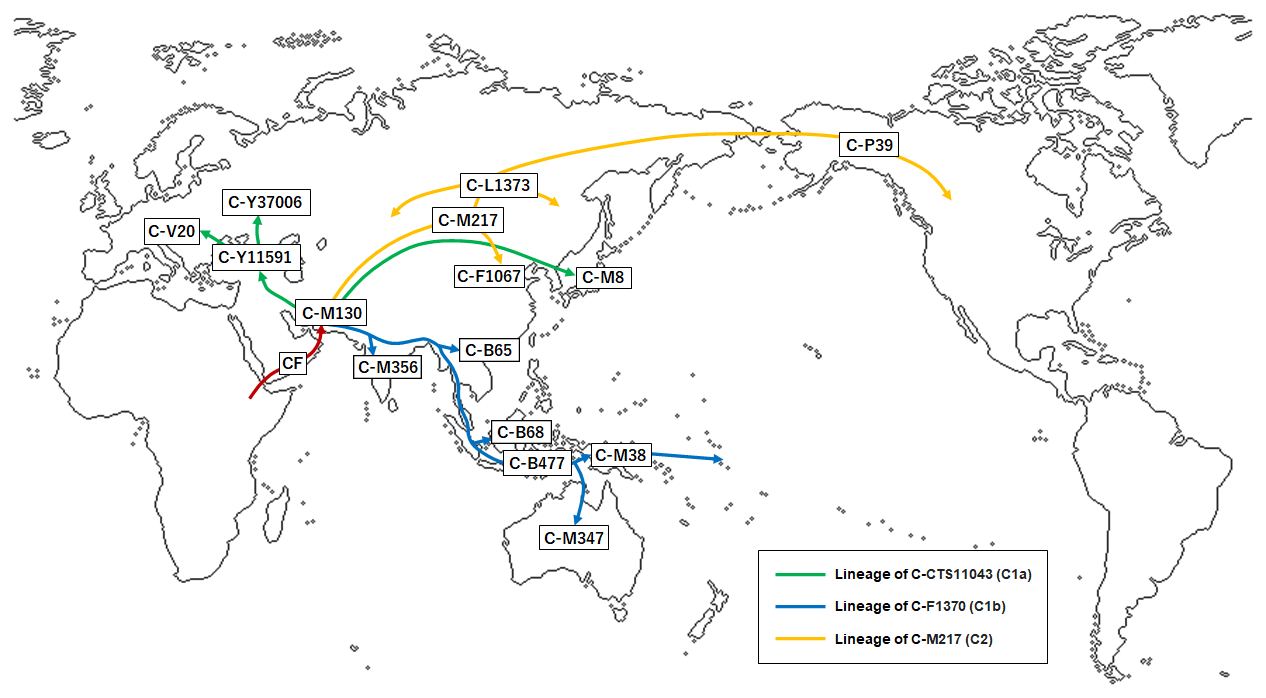
هجرة المجموعة الفردانية C

الفئات الفرعية من C1 (C-F3393) هي المجموعات الفردانية الصبغيَّة الذكوريَّة السائدة بين بعض الشعوب الأسترالية الأصلية، وبعض شعوب جزر المحيط الهادئ، وعدد قليل من المجموعات العرقية في جزر سوندا الصغرى في إندونيسيا. تم العثور على فئات فرعية أخرى، بترددات منخفضة جدًا، في مواقع معزولة في جميع أنحاء الكتلة الأرضية الأوراسية والجزر المجاورة.

### C1a (CTS11043)
تم العثور على الفرع C1a* (CTS11043) في الأوروبيين من العصر الحجري القديم الأعلى (الأورينياسيَّة)، وGoyetQ116-1، وPestera Muerii2.
ومن بين النتائج الأكثر إثارة للاهتمام التي توصلت إليها الأبحاث الجينية الحديثة هي أن الأعضاء الحية في C1a نادرة أيضًا وموزعة جغرافيًا بنمط متشعب للغاية.
وقد تم العثور حديثًا على C1a1 أو C-M8 بانتظام فقط ولكن بتردد منخفض (حوالي 5% إلى 6% من جميع العينات) في اليابان. كما تم العثور عليه بشكل متقطع بين آلاف الذكور من كوريا ومئات الآلاف من الذكور من الصين الذين خضعوا لاختبار Y-DNA الخاص بهم.
يبدو الآن أن C1a2 (المعروف سابقًا باسم C6) أو C-V20 موجود فقط بين الذكور الأوروبيين والجزائريين والأتراك والأرمن والنيباليين.
كان الفرع C1a2 موجودًا في البقايا الموجودة في أوروبا خلال العصر الحجري القديم الأعلى، بما في ذلك مجموعة فيستونيس (Vestonice16) (أي البقايا الموجودة في جمهورية التشيك الحديثة). تم العثور عليه أيضًا في بقايا ( العصر الحجري الوسيط ) التي يبلغ عمرها 7000 عام من WHG (الصيادين الغربيين) المعروفة باسم "La Braña 1"، الموجودة في لا برانا آرينتيرو، ليون، إسبانيا. حيث كان لابرانيا 1 جزءًا مما يُسمى بمجموعة فيلابرونا، التي سُميت على اسم موقع في شمال شرق إيطاليا. وبحلول وقت ظهور مجموعة فيلابرونا، كانت المجموعة الفردانية Y-DNA المهيمنة في أوروبا الغربية هي I2.
من المحتمل أن أكثر من 40% من الذكور الأستراليين الأصليين، قبل الاتصال بالمستوطنين الأوروبيين، كانوا ينتمون إلى الفئة الفرعية C1b2b (C-M347) المعروفة سابقًا باسم C4. تم تحديد فئتين فرعيتين على الأقل ضمن C-M347: C1b2b1 (DYS390.1del,M210) وفرع لم يتم حله بعد من مجموعة C1b2b1 (أي M347xDYS390.1del,M210).

C1b2a (M38)، والمعروف سابقًا باسم C2، يقتصر فعليًا على جزيرة جنوب شرق آسيا وغينيا الجديدة وميلانيزيا وبولينيزيا. من بين فئاتها الفرعية، تم العثور على C1b2a1a (P33) بتردد عالٍ بين البولينيزيين.

## الحواشي
1. ↑  Hallast P، Batini C، Zadik D، Maisano Delser P، Wetton JH، Arroyo-Pardo E، وآخرون (مارس 2015). "The Y-chromosome tree bursts into leaf: 13,000 high-confidence SNPs covering the majority of known clades". Molecular Biology and Evolution. ج. 32 ع. 3: 661–73. DOI:10.1093/molbev/msu327. PMC:4327154. PMID:25468874.
2. 1 2  Soon-Hee Kim, Ki-Cheol Kim, Dong-Jik Shin, Han-Jun Jin, Kyoung-Don Kwak, Myun-Soo Han, Joon-Myong Song, Won Kim, and Wook Kim (2011), "High frequencies of Y-chromosome haplogroup
O2b-SRY465 lineages in Korea: a genetic perspective on the peopling of Korea." Investigative Genetics 2011, 2:10. http://www.investigativegenetics.com/content/2/1/10 نسخة محفوظة 2022-12-22 على موقع واي باك مشين.
3. ↑  Fu، Q.؛ Posth، C.؛ Hajdinjak، M.؛ Petr، M.؛ Mallick، S.؛ Fernandes، D.؛ Furtwängler، A.؛ Haak، W.؛ Meyer، M. (2016). "The genetic history of Ice Age Europe". Nature. ج. 534 ع. 7606: 200–205. Bibcode:2016Natur.534..200F. DOI:10.1038/nature17993. PMC:4943878. PMID:27135931. {{استشهاد بدورية محكمة}}: الوسيط |إظهار المؤلفين=29 غير صالح (مساعدة)
4. 1 2  ISOGG, 2015 "Y-DNA Haplogroup C and its Subclades – 2015" (15 September 2015). نسخة محفوظة 2024-03-14 على موقع واي باك مشين.
5. ↑  Phylogenetic tree of haplogroup C-M8/C-M105 according to FamilyTreeDNA نسخة محفوظة 2023-07-24 على موقع واي باك مشين.
6. ↑  Phylogenetic tree of haplogroup C-M8 according to YFull نسخة محفوظة 2023-04-28 على موقع واي باك مشين.
7. ↑  Phylogenetic tree of haplogroup C-F3393 according to 23mofang نسخة محفوظة 2023-09-06 على موقع واي باك مشين.
8. ↑  Phylogenetic tree of haplogroup C-F3393 according to TheYtree نسخة محفوظة 2023-09-06 على موقع واي باك مشين.
9. ↑  Scozzari R، Massaia A، D'Atanasio E، Myres NM، Perego UA، Trombetta B، Cruciani F (202). "Molecular dissection of the basal clades in the human Y chromosome phylogenetic tree". PLOS ONE. ج. 7 ع. 11: e49170. Bibcode:2012PLoSO...749170S. DOI:10.1371/journal.pone.0049170. PMC:3492319. PMID:23145109.
10. ↑  Hallast P، Batini C، Zadik D، Maisano Delser P، Wetton JH، Arroyo-Pardo E، وآخرون (مارس 2015). "The Y-chromosome tree bursts into leaf: 13,000 high-confidence SNPs covering the majority of known clades". Molecular Biology and Evolution. ج. 32 ع. 3: 661–73. DOI:10.1093/molbev/msu327. PMC:4327154. PMID:25468874.Hallast P, Batini C, Zadik D, Maisano Delser P, Wetton JH, Arroyo-Pardo E, et al. (March 2015). "The Y-chromosome tree bursts into leaf: 13,000 high-confidence SNPs covering the majority of known clades". Molecular Biology and Evolution. 32 (3): 661–73. doi:10.1093/molbev/msu327. PMC 4327154. PMID 25468874.
11. ↑  "Dienekes' Anthropology Blog: Brown-skinned, blue-eyed, Y-haplogroup C-bearing European hunter-gatherer from Spain (Olalde et al. 2014)". 26 يناير 2014. مؤرشف من الأصل في 2023-10-28.
12. ↑  Hudjashov G، Kivisild T، Underhill PA، Endicott P، Sanchez JJ، Lin AA، Shen P، Oefner P، Renfrew C، Villems R، Forster P (مايو 2007). "Revealing the prehistoric settlement of Australia by Y chromosome and mtDNA analysis". Proceedings of the National Academy of Sciences of the United States of America. ج. 104 ع. 21: 8726–30. Bibcode:2007PNAS..104.8726H. DOI:10.1073/pnas.0702928104. PMC:1885570. PMID:17496137.
13. ↑  Hammer MF، Karafet TM، Park H، Omoto K، Harihara S، Stoneking M، Horai S (2006). "Dual origins of the Japanese: common ground for hunter-gatherer and farmer Y chromosomes". Journal of Human Genetics. ج. 51 ع. 1: 47–58. DOI:10.1007/s10038-005-0322-0. PMID:16328082.
14. ↑  Cox MP، Redd AJ، Karafet TM، Ponder CA، Lansing S، Sudoyo H، Hammer MF (أكتوبر 2007). "A Polynesian motif on the Y chromosome: population structure in remote Oceania". Human Biology. ج. 79 ع. 5: 525–35. DOI:10.1353/hub.2008.0004. hdl:1808/13585. PMID:18478968. S2CID:4834817.